# Phyllodes fasciata
Phyllodes fasciata là một loài bướm đêm trong họ Noctuidae.